# Ai Mai Mi
Ai Mai Mi (あいまいみー?, Ai Mai Mī) è un manga yonkoma scritto e disegnato da Choborau Nyopomi. Un adattamento anime, prodotto dallo studio Seven, è stato trasmesso in Giappone tra il 3 gennaio e il 28 marzo 2013. Una seconda stagione, intitolata Ai Mai Mi: mōsō catastrophe (あいまいみー～妄想カタストロフ～?, Ai Mai Mī: mōsō catasutorofu), è andata in onda sulle televisioni giapponesi dall'8 luglio al 23 settembre 2014. Una terza stagione, intitolata Ai Mai Mi 3: Surgical Friends (あいまいみー～surgical friends～?, Ai Mai Mī: Surgical Friends), è stata trasmessa tra il 3 gennaio e il 21 marzo 2017.

## Trama
Ai, Mai e Mi sono delle studentesse iscritte al club pomeridiano dei manga. Eccetto Ai, nessuna delle ragazze ha però intenzione di impegnarsi nell'attività creativa e così trascorrono il tempo tra conversazioni surreali, senza senso e a caccia di avventure impossibili. Con grande scorno e incredulità da parte della seriosa Ai, al gruppo di mangaka svogliate accade veramente di tutto: da incontri ravvicinati con mostri vagamente somiglianti a Godzilla a sfide di pennini con letali ragazze mangaka rivali dalle movenze ninja.

## Personaggi

Mai, Ai e Mi

Ai (愛?)
Doppiata da: Yuka Ōtsubo
Seriosa e rispettosa delle consegne, Ai si impone, grazie alla sua forza di volontà, come leader e responsabile del club del doposcuola. Tra le iscritte è inoltre l'unica desiderosa realmente a dedicarsi alle arti grafiche e alla produzione di dōjinshi, nonché a partecipare ad incontri di appassionati come i comiket.
Mai (麻衣?)
Doppiata da: Aya Uchida
Un'ingenua liceale caratterizzata dal fatto che trova "carini" anche i mostri e le creature più spaventose. Mai è, come l'amica Mi da cui si fa spesso trascinare, svogliata e refrattaria ad un serio lavoro nel club.
Mi (ミイ?, Mī)
Doppiata da: Maaya Uchida
Incontenibilmente entusiasta e dalla mente vivacemente creativa, Mi è anche la ragazza più svogliata del gruppo, impegnata in una resistenza attiva nei confronti di Ai e delle attività del club.
La senpai Ponoka (ぽのか先輩?, Ponoka senpai)
Doppiata da: Ai Kayano
La responsabile del club di manga. Ponoka è una placida ragazza dai capelli viola che rimane impassibile in ogni situazione. La senpai vede la soluzione di ogni problema nel vaso di terracotta che porta sempre con sé, e all'interno del quale tenta di introdurre più volte qualsiasi malcapitato.
Alisa London (アリサ・ロンドン?, Arisa Rondon)
Doppiata da: Ai Kayano
Una mangaka inconsuetamente abbigliata da strega fantasy, che fa da rivale ad Ai, Mai e Mi e che le sfida ad uno scontro all'ultimo sangue affermando di non fare prigionieri. Tuttavia, impressionata da Ai, Alisa in seguito propone a quest'ultima di divenire sua socia.

## Media

### Manga
Il manga di Choborau Nyopomi viene serializzato sul webzine Manga Life Win della Takeshobo da giugno 2009. Il primo volume tankōbon è stato pubblicato il 27 agosto 2010 e al 7 febbraio 2018 ne sono stati messi in vendita in tutto otto.

#### Volumi
| Nº | Data di prima pubblicazione | Data di prima pubblicazione | Data di prima pubblicazione |
| Nº | Giapponese                  | Giapponese                  |                             |
| -- | --------------------------- | --------------------------- | --------------------------- |
| 1  | 27 agosto 2010              | ISBN 978-4-8124-7440-2      |                             |
| 2  | 7 ottobre 2011              | ISBN 978-4-8124-7667-3      |                             |
| 3  | 17 gennaio 2013             | ISBN 978-4-8124-8084-7      |                             |
| 4  | 8 gennaio 2014              | ISBN 978-4-8124-8494-4      |                             |
| 5  | 5 settembre 2014            | ISBN 978-4-8124-8778-5      |                             |
| 6  | 7 novembre 2015             | ISBN 978-4-8019-5388-8      |                             |
| 7  | 7 febbraio 2017             | ISBN 978-4-8019-5746-6      |                             |
| 8  | 7 febbraio 2018             | ISBN 978-4-8019-6176-0      |                             |

### Anime
La sigla di chiusura della prima stagione è Girigiri saikyō Ai Mai Mi! di Yuka Ōtsubo, Maaya Uchida ed Aya Uchida, mentre quella per la seconda è Zenryoku sakuretsu Ai Mai Mi! delle stesse doppiatrici.